# La Marcia dei Bersaglieri
La Marcia dei Bersaglieri è l'inno dei Bersaglieri, arrangiato nel 1886 del maestro Raffaele Cuconato su precedenti versioni musicali.
L'iniziale inno era stato composto nel 1860 dal giovanissimo ufficiale del bersaglieri Giulio Ricordi con testo del poeta Giuseppe Regaldi; nel 1862 Peter Ludwig Hertel ne fece una versione per il balletto di Paolo Taglioni Flik Flok, che in seguito arrangiata da Raffaele Cuconato prese la forma conosciuta e suonata oggi.
Nel 1978 il fisarmonicista Gigi Stok esegue la versione strumentale per l'album Brani celebri a tempo di liscio (Fonit Cetra, SFC 186).
Sulla marcia è basata anche la canzone "Garibaldi fu ferito ad una gamba".

## Testo
gli animosi Bersaglieri,
sento affetto e simpatia
pei gagliardi militari.
Vanno rapidi e leggeri
quando sfilano in drappello,
quando il vento sul cappello
fa le piume svolazzar.
L'Italia in mezzo secolo
copertasi di gloria,
fu addotta alla vittoria
dal prode Bersaglier.
Lo stuolo di La Marmora
sui campi di Crimea
La foce Eridanea
ritolse allo stranier.
Splende al sol d'Italia
del bersagliere la carabina:
dalle giogaie alla marina
è chiuso il varco all'invasor.
Dove gemono i dolori
primo accorre il bersagliere
che dà al misero i tesori
di bontade e di fortezza.
Marcia a capo delle schiere
ordinate per l'assalto,
non discende dallo spalto
finché il fuoco cesserà.
Caduto in riva all'Adige,
risorto a Solferino,
pugnando a San Martino
l'ingiuria vendicò.
L'Italia, come fulmine,
percorse vincitore,
spiegando il tricolore,
univa il Tebro al Po.
Splende al sol d'Italia
del bersagliere la carabina:
dalle giogaie alla marina
è chiuso il varco all'invasor.»